# Dasyuris melanchlaena
Dasyuris melanchlaena là một loài bướm đêm trong họ Geometridae.